# ديفيد فينشر
ديفيد فينشر (بالإنجليزية: David Fincher) (مواليد 28 أغسطس 1962) هو مخرج ومنتج أفلام أمريكي، معروف بأفلامه ذات الطابع المظلم والتي غالبًا ما تكون مقتبسة عن روايات. ترشح لجائزة الأوسكار لأفضل مخرج عن حالة بنجامين بتن العجيبة في 2008، والشبكة الاجتماعية في 2010. حاز على جائزة غولدن غلوب لأفضل مخرج وجائزة البافتا لأفضل مخرج عن الشبكة الاجتماعية.
أَخرج أفلام أخرى مثل سبعة (1995)، نادي القتال (1999)، زودياك (2007)، الفتاة ذات وشم التنين (2011)، والفتاة المفقودة (2014).

## قائِمة الأعمال
| السنة | عُنوان الفيلم                        | مخرج | مُنتج | مُنتج منفذ | جوائز |
| ----- | ----------------------------------- | ---- | ---- | --------- | --- |
| 1992  | Alien3                              | نعم  |      |           | ترشيح – جائزة زحل لأفضل مخرج |
| 1995  | Seven                               | نعم  |      |           | |
| 1997  | The Game                            | نعم  |      |           | |
| 1999  | Fight Club                          | نعم  |      |           | |
| 2001  | The Hire                            |      | نعم  |           | |
| 2002  | Panic Room                          | نعم  |      |           | |
| 2005  | Lords of Dogtown                    |      |      | نعم       | |
| 2006  | Love and Other Disasters            |      | نعم  |           | |
| 2007  | Zodiac                              | نعم  |      |           | ترشيح – السعفة الذهبية ترشيح – جائزة إمباير لأفضل مخرج |
| 2008  | The Curious Case of Benjamin Button | نعم  |      |           | جائزة المجلس الوطني للمراجعة لأفضل مخرج ترشيح – جائزة الأوسكار لأفضل مخرج ترشيح – جائزة زحل لأفضل مخرج ترشيح – جائزة البافتا لأفضل مخرج ترشيح – جائزة اختيار النقاد للأفلام لأفضل مخرج Broadcast Film Critics Association Award for Best Director ترشيح – جائزة نقابة المخرجين الأمريكيين لأفضل مخرج ترشيح – جائزة غولدن غلوب لأفضل مخرج |
| 2010  | The Social Network                  | نعم  |      |           | جائزة البافتا لأفضل مخرج جائزة اختيار النقاد للأفلام لأفضل مخرج جائزة سيزر لأفضل فيلم أجنبي جائزة غولدن غلوب لأفضل مخرج جائزة المجلس الوطني للمراجعة لأفضل مخرج جائزة ستالايت لأفضل مخرج ترشيح – جائزة الأوسكار لأفضل مخرج ترشيح – جائزة إمباير لأفضل مخرج                                                                               |
| 2011  | The Girl with the Dragon Tattoo     | نعم  |      |           | ترشيح – جائزة نقابة المخرجين الأمريكيين لأفضل مخرج |
| 2013  | House of Cards (حلقتين)             | نعم  |      | نعم       | جائزة الإيمي لأفضل إخراج - مسلسل درامي (2013) ترشيح – جائزة الإيمي لأفضل مسلسل درامي (2013، 2014) جائزة بيبودي (2013) |
| 2014  | Gone Girl                           | نعم  |      | نعم       | في الإنتظار – جائزة ستالايت لأفضل مخرج ترشيح – جائزة اختيار النقاد للأفلام لأفضل مخرج ترشيح – جائزة غولدن غلوب لأفضل مخرج |

## الجوائز والترشيحيات
جائزة الأوسكار
- أفضل مخرج عام 2009 عن فيلم The Curious Case of Benjamin Button
- أفضل مخرج عام 2011 عن فيلم The Social Network

جائزة الغولدن غلوب
- أفضل مخرج عام 2009 عن فيلم The Curious Case of Benjamin Button
- أفضل مخرج عام 2011 عن فيلم The Social Network (فاز بها)
- أفضل مخرج عام 2014 عن فيلم Gone Girl

الأكاديمية البريطانية لفنون الفيلم والتلفزيون
- أفضل مخرج عام 2009 عن فيلم The Curious Case of Benjamin Button
- أفضل مخرج عام 2011 عن فيلم The Social Network (فاز بها)

## وصلات خارجية
- ديفيد فينشر على موقع IMDb (الإنجليزية)
- ديفيد فينشر على موقع الموسوعة البريطانية (الإنجليزية)
- ديفيد فينشر على موقع روتن توميتوز (الإنجليزية)
- ديفيد فينشر على موقع مونزينجر (الألمانية)
- ديفيد فينشر على موقع ألو سيني (الفرنسية)
- ديفيد فينشر على موقع ميوزك برينز (الإنجليزية)
- ديفيد فينشر على موقع تيرنر كلاسيك موفيز (الإنجليزية)
- ديفيد فينشر على موقع أول موفي (الإنجليزية)
- ديفيد فينشر على موقع بوكس أوفيس موجو (الإنجليزية)
- ديفيد فينشر على موقع قاعدة بيانات الأفلام السويدية (السويدية)
- ديفيد فينشر في موقع الطماطم الفاسدة